# Agapornis galtanegre
L'agapornis (o inseparable) galtanegre (Agapornis nigrigenis) és un petit lloro, per tant un ocell de la família dels psitàcids que habita zones forestals d'una petita àrea del sud-oest de Zàmbia. S'utilitza a molts indrets com ocell de gàbia.

## Descripció
Amb uns 14 cm de longitud i color general verd, el front i les galtes són de color marró fosc, gairebé negre, que contrasta amb els anells oculars blancs. Bec vermell. Una taca taronja sota la gola 